# Sorex buchariensis
Sorex buchariensis (мідиця бухарська) — вид роду мідиць (Sorex) родини мідицевих.

## Поширення
Ендемік Таджикистану, Киргизстану, Узбекистану. Населяє березові й тополеві ліси на схилах і передгір'ях. Полюбляють вологі місця з багатою рослинністю і густим опалим листям.  

## Звички
Харчується комахами, в основному жуками. Розмір виводку становить близько 7 дитинчат.

## Загрози та охорона
Загрози та охоронні заходи не відомі.